# Districte de Banat del Nord

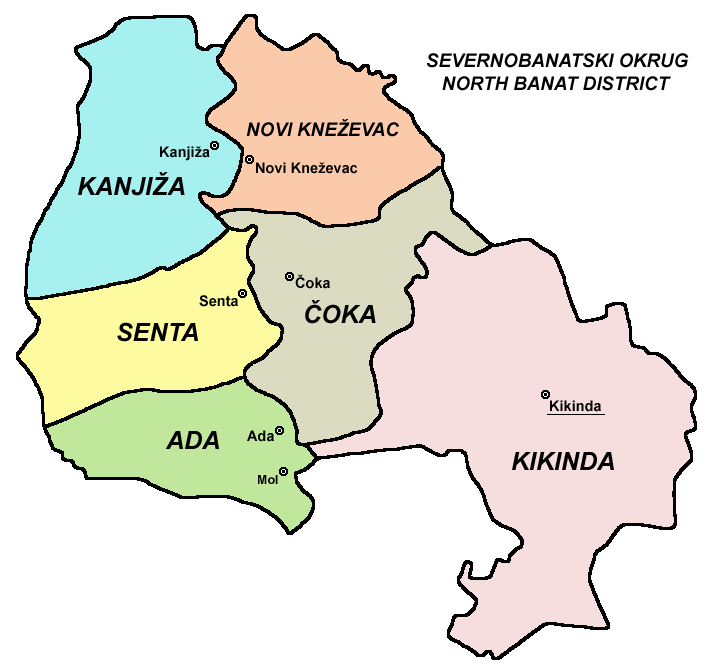
Mapa del districte

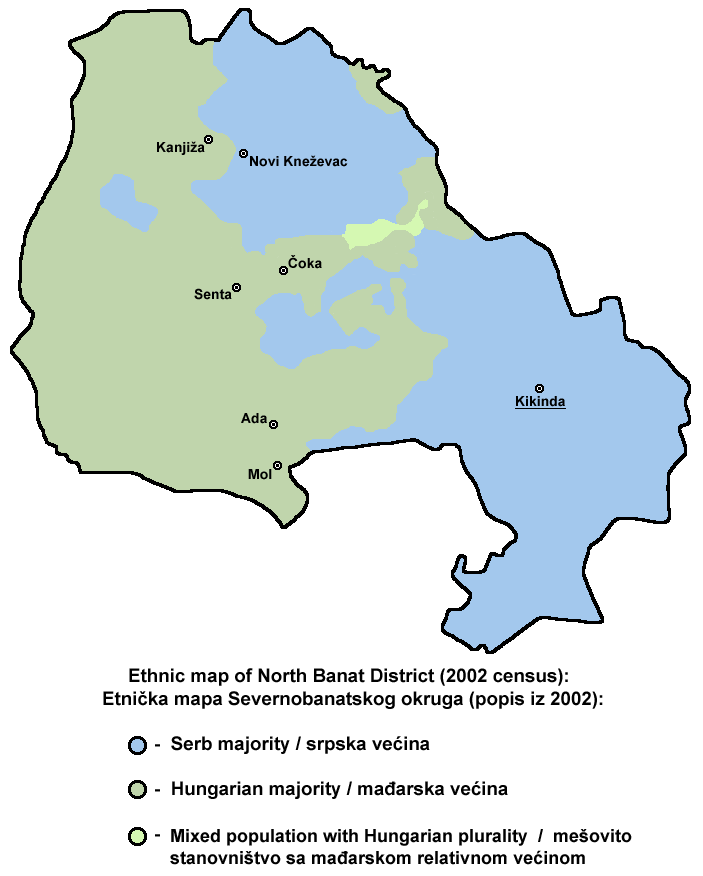
Mapa ètnic del districte (cens del 2002)

El Districte de Banat del Nord (en serbi: Севернобанатски округ / Severnobanatski okrug) és un districte de Sèrbia situat al nord-est del país. Es troba a les regions geogràfiques del Banat i de Bačka, a la província autònoma de la Voivodina. Té una població de 147.770 habitants, i la seva seu administrativa es troba a Kikinda.

## Nom
En serbi el districte es coneix com a Севернобанатски округ o Severnobanatski okrug, en croat com a Sjevernobanatski okrug, en hongarès com a Észak-bánsági körzet, en eslovac com a Severobanátsky okres, en romanès com a Districtul Banatul de Nord, i en rutè com a Сивернобанатски окрух.

## Municipis
El districte està format pels següents municipis:
- Kanjiža (hongarès: Magyarkanizsa)
- Senta (hongarès: Zenta)
- Ada (hongarès: Ada)
- Čoka (hongarès: Csóka)
- Novi Kneževac
- Kikinda

## Demografia
Segons l'últim cens oficial, de l'any 2011, el districte de Banat del Nord té 147.770 habitants. La composició ètnica del districte és la següent:
| Grup ètnic | Població | Percentatge |
| ---------- | -------- | ----------- |
| Hongaresos | 68.915   | 46,64%      |
| Serbis     | 63.047   | 42,67%      |
| Gitanos    | 4.769    | 3,23%       |
| Iugoslaus  | 665      | 0,45%       |
| Croats     | 530      | 0,36%       |
| Altres     | 9.844    |             |
| Total      | 147.770  |             |